# 北のアルプ美術館
北のアルプ美術館（きたのアルプびじゅつかん）は、北海道斜里郡斜里町にある美術館。

## 概要
1992年（平成4年）に山の月刊文芸誌『アルプ』の愛読者だった写真家の山崎猛によって創設された美術館である。
山の月刊文芸誌『アルプ』は1958年（昭和33年）に串田孫一や尾崎喜八らによって創刊された。1983年（昭和58年）に300号をもって終刊となった。
美術館は2022年（令和4年）6月に30周年となり一般財団法人化された。30周年を記念して30周年記念誌が発行された。

## 施設
- 開館時間
  - 夏期（6月-10月）10:00-17:00
  - 冬期（11月-5月）10:00-16:00
- 休館日 - 月・火曜日、冬期休館（12月から2月末）